# 藏紫堇
藏紫堇（学名：Corydalis tsangensis），为罂粟科紫堇属下的一个植物种。